# Ferrari F1/87
A Ferrari F1/87, illetve átdolgozott változata, a Ferrari F1/87/88C egy Formula–1-es versenyautó, amellyel a Scuderia Ferrari versenyzett az 1987-es és az 1988-as Formula–1 világbajnokság során. Pilótái mindkét évben Michele Alboreto és Gerhard Berger voltak.

## F1/87
Az osztrák Gustav Brunner, aki korábban az ATS és az RAM csapatoknál is volt tervező, készítette az autót, John Barnard segítségével. Barnard hat sikeres, a McLaren csapatánál töltött év után csatlakozott a Ferrarihoz, korábban a McLaren MP4/2-es autóval három egyéni és két konstruktőri bajnoki címet nyert. Mivel a Ferrari autóját már akkor elkezdték tervezni, amikor ő még nem volt a csapatnál, ezért az elképzeléseitől elég jelentős mértékben eltért, de már se idő, se pénz nem lett volna arra, hogy jelentős mértékben áttervezzék úgy, ahogy ő szerette volna.
Elődjéhez, a Harvey Postlethwaite által tervezett F1/86-hoz képest karcsúbb szerkezetű, habár az üzemanyagtankja ugyanakkora maradt. A Ferrari saját, hatsebességű manuális váltóját, és egy új tervezésű motort, a Tipo 033-ast kapta meg, miután az elődjét 1981 óta használták. A motorteljesítményt az FIA szabályai alapján kellett megállapítani, és mivel a turbónyomást 1987-ben 4 barban maximalizálták, az autó kb. 950 lóerőt tudott időmérő edzésen és 880 lóerőt a versenyen.
A szezon kezdetén az autó gyorsnak és versenyképesnek tűnt, de hamar problémák jelentkeztek. Az első ilyen volt az alulkormányzottság, amin csak nehezen sikerült úrrá lenni. A német nagydíjon a csapat új hátsó szárnnyal kísérletezett, és innentől a Ferrari versenyképes kihívója lett a domináns Williams-Hondának. Berger az év második felében mindig az első háromba kvalifikálta magát, három pole pozíciót is szerzett, a japán és az ausztrál nagydíjakat pedig meg is nyerte. A megbízhatósággal viszont továbbra is gondok voltak. Berger a magyar nagydíjon a győzelemért harcolt, majd kiesett, majd a portugál futamon egy kipördülés miatt szintén kiállt a versenyből, és még egyszer Mexikóban vette el tőle a győzelem lehetőségét a technika.
Az év pozitívan ért véget a csapat számára, ugyanis két győzelemmel, és az utolsó futamon ráadásul kettős győzelemmel (Ayrton Senna diszkvalifikálása miatt) végeztek. Gilles Villeneuve 1981-es győzelmei óta nem tudtak sorozatban kétszer nyerni. A csapat a konstruktőri küzdelmeket a negyedik helyen zárta.

## F1/87/88C
Az 1988-as bajnoki küzdelmeknek az előző évi autó átalakított változatával vágtak neki, mely az F1/87/88C nevet kapta. Új első és hátsó szárnyakat kapott az autó, a motorborítás pedig lejjebb került, mivel az üzemanyagtank mérete 195 literesről 150 literesre csökkent.
A nagy várakozások ellenére, mely során a Ferrari mint titkos bajnokesélyes volt elkönyvelve, némiképp csalódást keltő volt, hogy egész idényben mindössze egy pole pozíciót és egy győzelmet arattak (ez utóbbit Monzában, Enzo Ferrari halála után alig egy hónappal). Ez annak is volt köszönhető, hogy a McLaren MP4/4 gyakorlatilag tönkreverte a mezőnyt abban az évben. Bár a két csapat motorjai megközelítőleg egyforma erősek voltak, volt egy nagyon fontos különbség: az új szabályok miatt, melyek most már csak 2,5 barban maximalizálták a turbónyomást, és 150 literben a maximális üzemanyagszintet, a Honda teljesen új V6-os erőforrást épített a turbókorszak utolsó évére. A Ferrari ezzel szemben csak átalakította az előző évi Tipo 033-ast, és a Tipo 033A nevet adta neki. Ennek meglett a böjtje, ugyanis a Ferrari motorjai sokkal jobban fogyasztották az üzemanyagot.
Ennek olyan, jól látható jelei voltak egész évben, mint például a brit nagydíjon, ahol Berger kényelmesen vezetett a futam elején, majd látványosan lassulni kezdett - az üzemanyagszint-jelző szerint a 14. körben, amikor Ayrton Senna megelőzte őt az élen, máris 5 körrel kevesebb üzemanyaga maradt csak, mint amennyire a célba éréshez szükség volt. Berger mindent megtett: a lehetséges minimumra csökkentette a turbónyomást, visszavett a motor fordulatszámából és rövideket váltott, de ez sem volt elég, az utolsó körben elfogyott a benzin, és még hárman megelőzték, s csak a 9. helyen zárt. Alboreto, aki eleve lassabban haladt, már 3 körrel a vége előtt kiesett ugyanemiatt.
A kritikus üzemanyagfogyasztási problémát John Barnard a fordulatszám csökkentésével és a motor átprogramozásával javasolta megoldani. Csakhogy Barnard és a Ferrari közt nem volt felhőtlen a kapcsolat: a tervező nem volt hajlandó Maranellóba költözni, hanem az angliai Guildfordból dolgozott, azzal indokolva, hogy nem akarta a családját egy teljesen új környezetbe rángatni egy Olaszországba költözéssel. Nem utolsó szempont volt az sem, hogy így távol maradt az olasz sajtótól, amely jellemzően azonnal bűnbakokat keresett, ha valami nem működött jól a Ferrarinál. Barnard azzal sem szerzett jó pontokat a csapat főként olasz származású szerelőinél, hogy kitiltotta az ebédlőasztalukról a bort. Így aztán nem is nagyon törődtek a tanácsaival, ami különösen furcsa volt annak fényében, hogy pár évvel korábban a TAG-Porsche motorokat is hatékony és takarékos erőforrássá változtatta. Végül a német nagydíjtól kezdve mégis elvégezték az átalakításokat, amelytől a Ferrari már nem fogyasztott olyan sokat, cserébe a motorerő sem gyengült.
A szezon során a háttérben a csapat már fejlesztette a forradalmi újdonságokkal felszerelt, 3,5 literes V12-es motorral szerelt Ferrari 640-est, melyet szerettek volna már az 1988-as idényben kipróbálni (a szabályok ezt megengedték ekkor, hiszen a turbómotorokat egyébként is betiltották az év végével). Erre nem került sor, mert a legjelentősebb fejlesztésnek szánt félautomata sebességváltóval, jobban mondva annak elektronikájával folyamatos gondok voltak.

## Eredmények
(félkövér jelöli a pole pozíciót, dőlt betű a leggyorsabb kört)
| Év   | Csapat                     | Kasztni           | Motor     | Gumik | Pilóták          | 1   | 2   | 3   | 4   | 5   | 6   | 7   | 8   | 9   | 10  | 11  | 12  | 13  | 14  | 15  | 16  | Pontok | Helyezés |
| ---- | -------------------------- | ----------------- | --------- | ----- | ---------------- | --- | --- | --- | --- | --- | --- | --- | --- | --- | --- | --- | --- | --- | --- | --- | --- | ------ | -------- |
| 1987 | Scuderia Ferrari SpA SEFAC | Ferrari F1/87     | Tipo 033  | G     |                  | BRA | SMR | BEL | MON | DET | FRA | GBR | GER | HUN | AUT | ITA | POR | ESP | MEX | JPN | AUS | 53     | 4.       |
| 1987 | Scuderia Ferrari SpA SEFAC | Ferrari F1/87     | Tipo 033  | G     | Michele Alboreto | 8   | 3   | KI  | 3   | KI  | KI  | KI  | KI  | KI  | KI  | KI  | KI  | 15  | KI  | 4   | 2   | 53     | 4.       |
| 1987 | Scuderia Ferrari SpA SEFAC | Ferrari F1/87     | Tipo 033  | G     | Gerhard Berger   | 4   | KI  | Ret | 4   | 4   | KI  | KI  | KI  | KI  | KI  | 4   | 2   | KI  | KI  | 1   | 1   | 53     | 4.       |
| 1988 | Scuderia Ferrari SpA SEFAC | Ferrari F1/87/88C | Tipo 033A | G     |                  | BRA | SMR | MON | MEX | CAN | DET | FRA | GBR | GER | HUN | BEL | ITA | POR | ESP | JPN | AUS | 65     | 2.       |
| 1988 | Scuderia Ferrari SpA SEFAC | Ferrari F1/87/88C | Tipo 033A | G     | Michele Alboreto | 5   | 18  | 3   | 4   | KI  | KI  | 3   | 17  | 4   | KI  | KI  | 2   | 5   | KI  | 11  | KI  | 65     | 2.       |
| 1988 | Scuderia Ferrari SpA SEFAC | Ferrari F1/87/88C | Tipo 033A | G     | Gerhard Berger   | 2   | 5   | 2   | 3   | KI  | KI  | 4   | 9   | 3   | 4   | KI  | 1   | KI  | 6   | 4   | KI  | 65     | 2.       |

## Forráshivatkozások
1. ↑  Engine Ferrari • STATS F1. www.statsf1.com. (Hozzáférés: 2022. március 7.)
2. ↑  Brésil 1987 - Classement • STATS F1. www.statsf1.com. (Hozzáférés: 2022. március 7.)
3. ↑  Ferrari F1 87 - F1technical.net. www.f1technical.net. (Hozzáférés: 2022. március 7.)

## Fordítás
Ez a szócikk részben vagy egészben  a   Ferrari F1/87 című francia Wikipédia-szócikk ezen változatának fordításán alapul.  Az eredeti cikk szerkesztőit annak laptörténete sorolja fel. Ez a jelzés csupán a megfogalmazás eredetét és a szerzői jogokat jelzi, nem szolgál a cikkben szereplő információk forrásmegjelöléseként.
Ez a szócikk részben vagy egészben  a   Ferrari F1/87/88C című francia Wikipédia-szócikk ezen változatának fordításán alapul.  Az eredeti cikk szerkesztőit annak laptörténete sorolja fel. Ez a jelzés csupán a megfogalmazás eredetét és a szerzői jogokat jelzi, nem szolgál a cikkben szereplő információk forrásmegjelöléseként.